# Antonio Solari

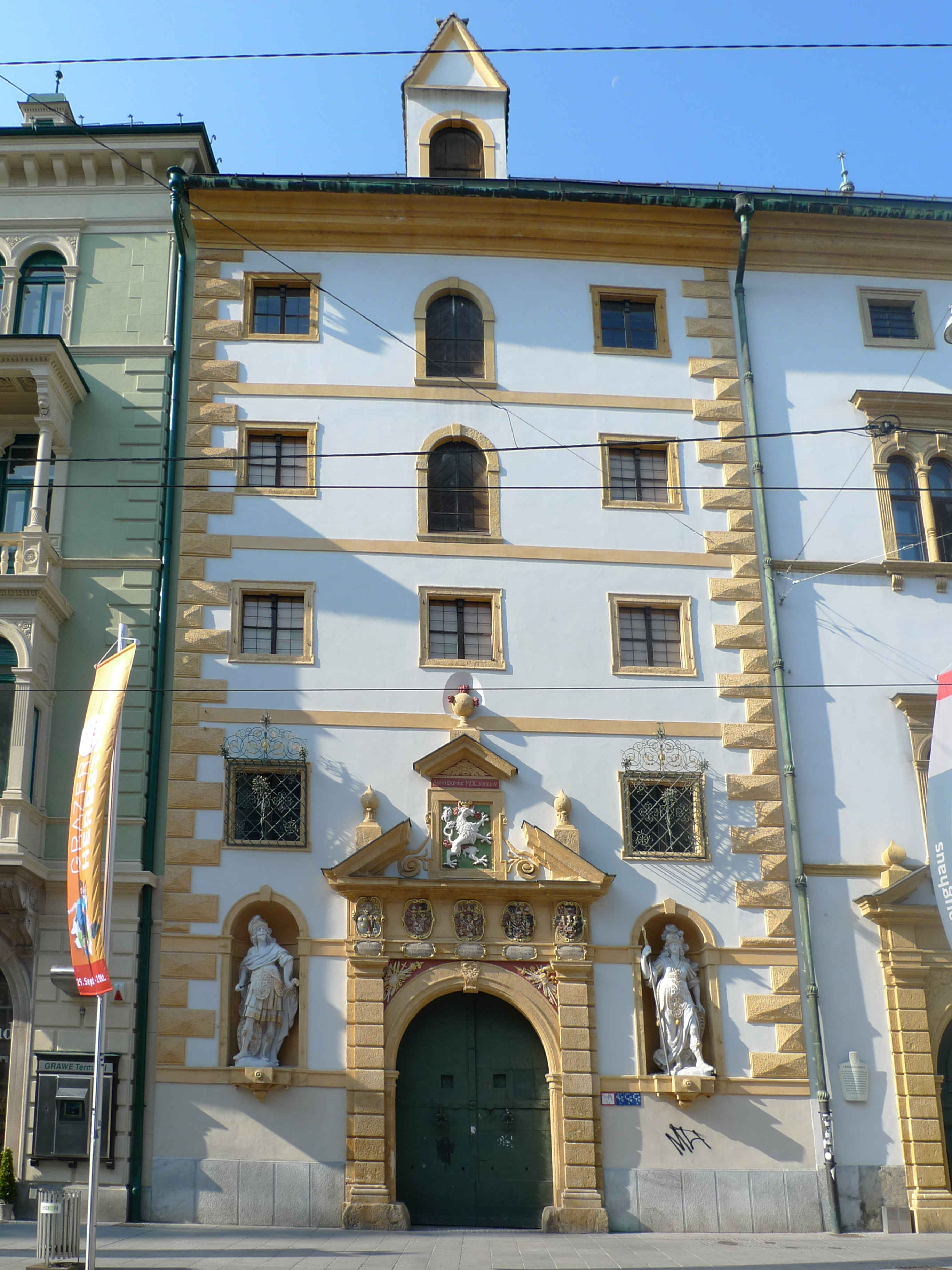
Landeszeughaus in Graz

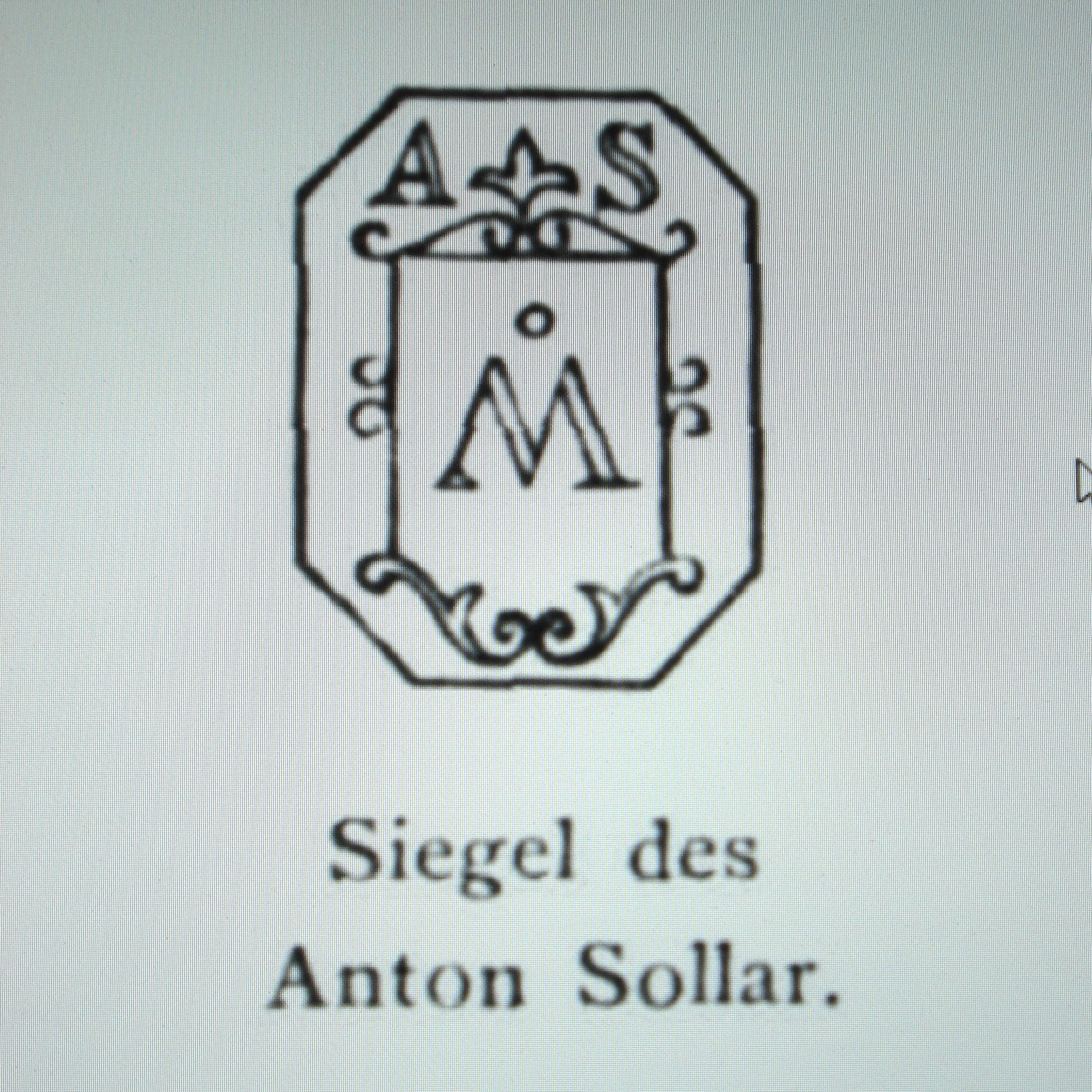
1642 Siegel im Bauvertrag Zeichnung

Antonio Solari (eingedeutscht Anton Solar, Anton Sollär; * um 1620 in Verna d’Intelvi, Lombardei; † 18. Mai 1672 in Graz) war ein Architekt und landschaftlicher Baumeister.

## Leben

### Familie
Als Geburtsdatum des Anton Solar wird in der Literatur „um 1620“ vermutet, und Johann Baptist Sollär, Bürger und Maurer in Graz, am 4. Januar 1616 gestorben, wird als Vater genannt. Beides passt nicht zusammen. Der Maurer Simon, der 1626 in Graz starb, ist ein möglicher Vater.

„† 2. Julius 1626 Simon Solar, ein Maurer, in dem .....haus in der Raubergasse verschieden“

Solari war mit Franziska verheiratet, bei der Geburt ihres ersten Grazer Kindes, Sohn Simon am 9. November 1641, ist ihr Name dokumentiert. Francisca starb am 10. November 1657. Mit Maria, seiner zweiten Ehefrau, wurde Tochter Maria Theresia am 7. April 1660 geboren. Weitere seiner Nachkommen waren u. a. Franz Isidor (* 1653), Michael (* 1659), Johann Antonius (* 1662) und Anna Maria (* 1670). Ob einer der Söhne seine Werkstätte weiterführte, ist nicht bekannt.
Bei der Heirat seines verwitweten Mit-Meisters Antonio Pozzo am 18. April 1649 war er Trauzeuge, ebenso für Johann Baptist Sollär, lediger Steinmetzmeister mit der Forstmeisterstochter Sophia Eder am 17. September 1651. Sie waren wohl, wie angenommen, Brüder.

### Werke in Graz

#### Stiegenkirche
Die Augustiner-Eremiten errichteten von 1619 bis 1627 die Kirche mit Klosteranlage, Baumeister war Archangelo Carlone. Der Neubau der Stiege erfolgte 1636 durch Antonio Solar.

#### Landeszeughaus
Die steirischen Landstände kauften ein an das Landhaus angrenzendes Gebäude und ließen es abreißen. Der von ihnen beauftragte Baumeister Antonio Solari sollte an dessen Stelle ein Zeughaus errichten. 1642 wurde ein Vertrag abgeschlossen, zwischen einer löblichen Landschaft in Steyr, Präsidenten und Herrn Verordneten und dem bestellten Paupallier Meister Anthoni Sollar, Maurer, wegen Zeughaus Erbauung.

#### Verbindungstrakt zum Landhaus
1645 wurde an das Landhaus eine Achse mit dem zweiten Portal angefügt, sodass ein Verbindungstrakt zum Zeughaus zustande kam. Der Steinmetz Giovanni Mamolo gestaltete das Portal und die seitlichen Nischenstatuen Mars und Bellona.

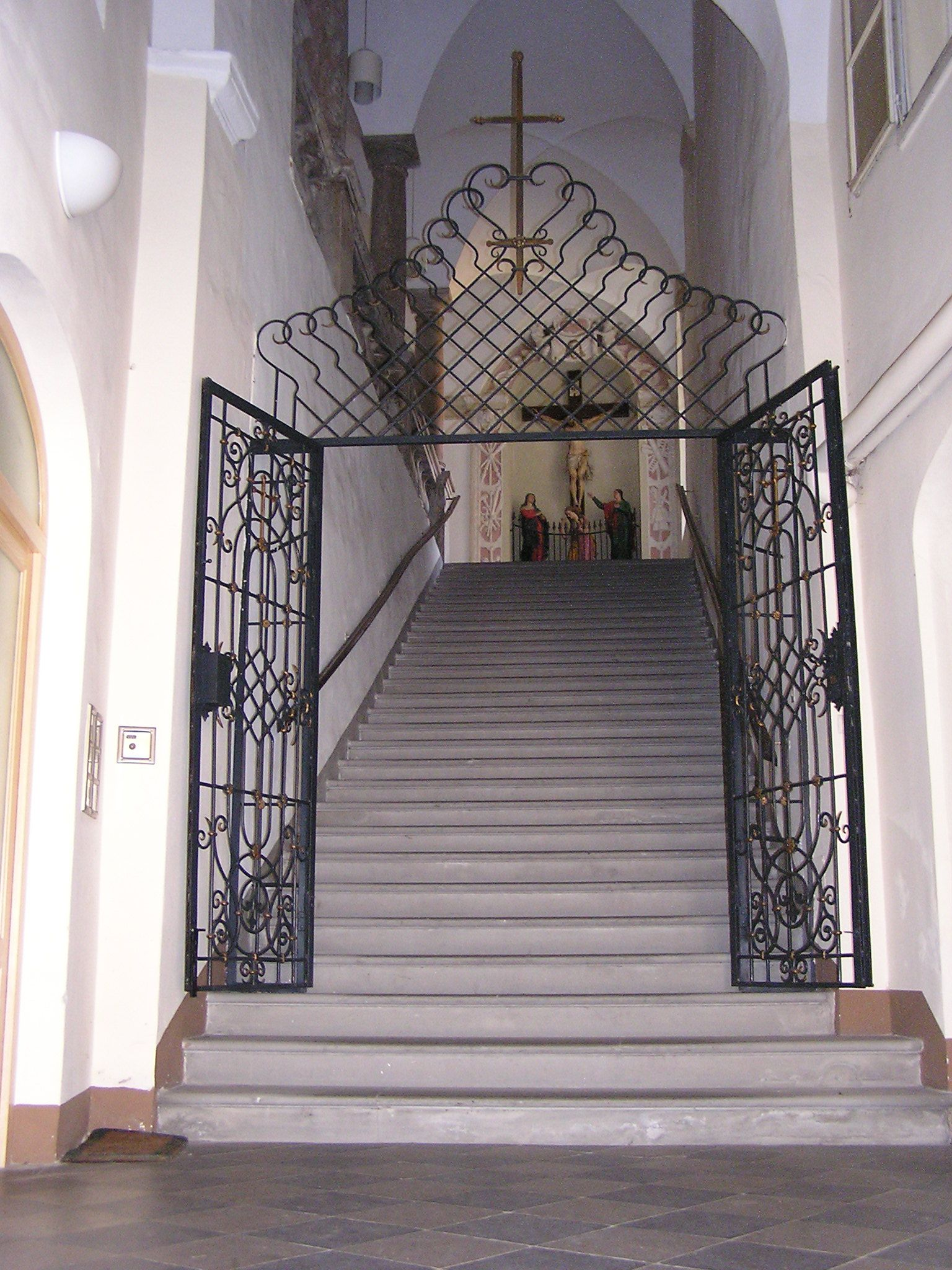
Stiegenkirche Stiege 1636
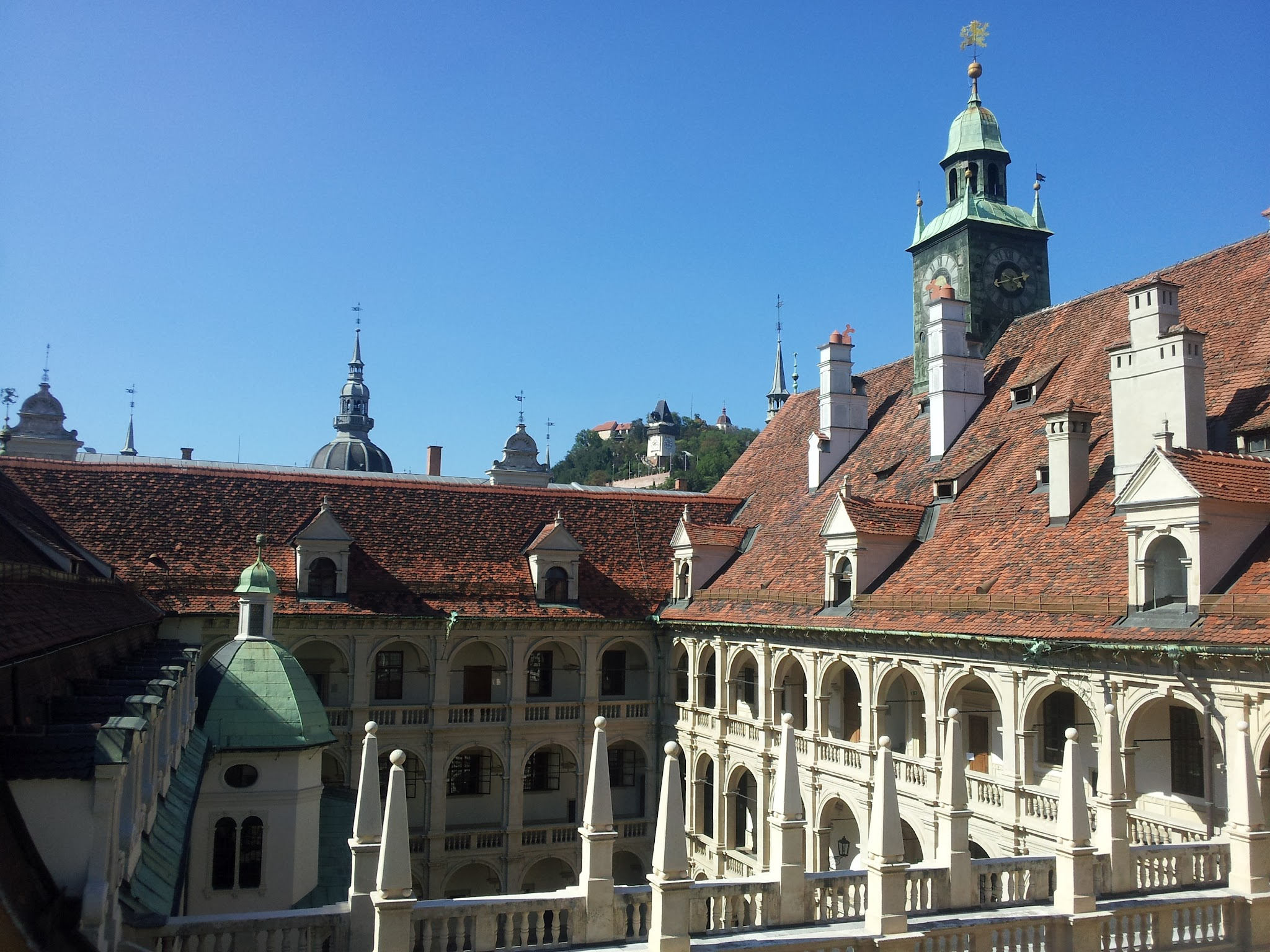
Blick vom Zeughaus zum Landhaus
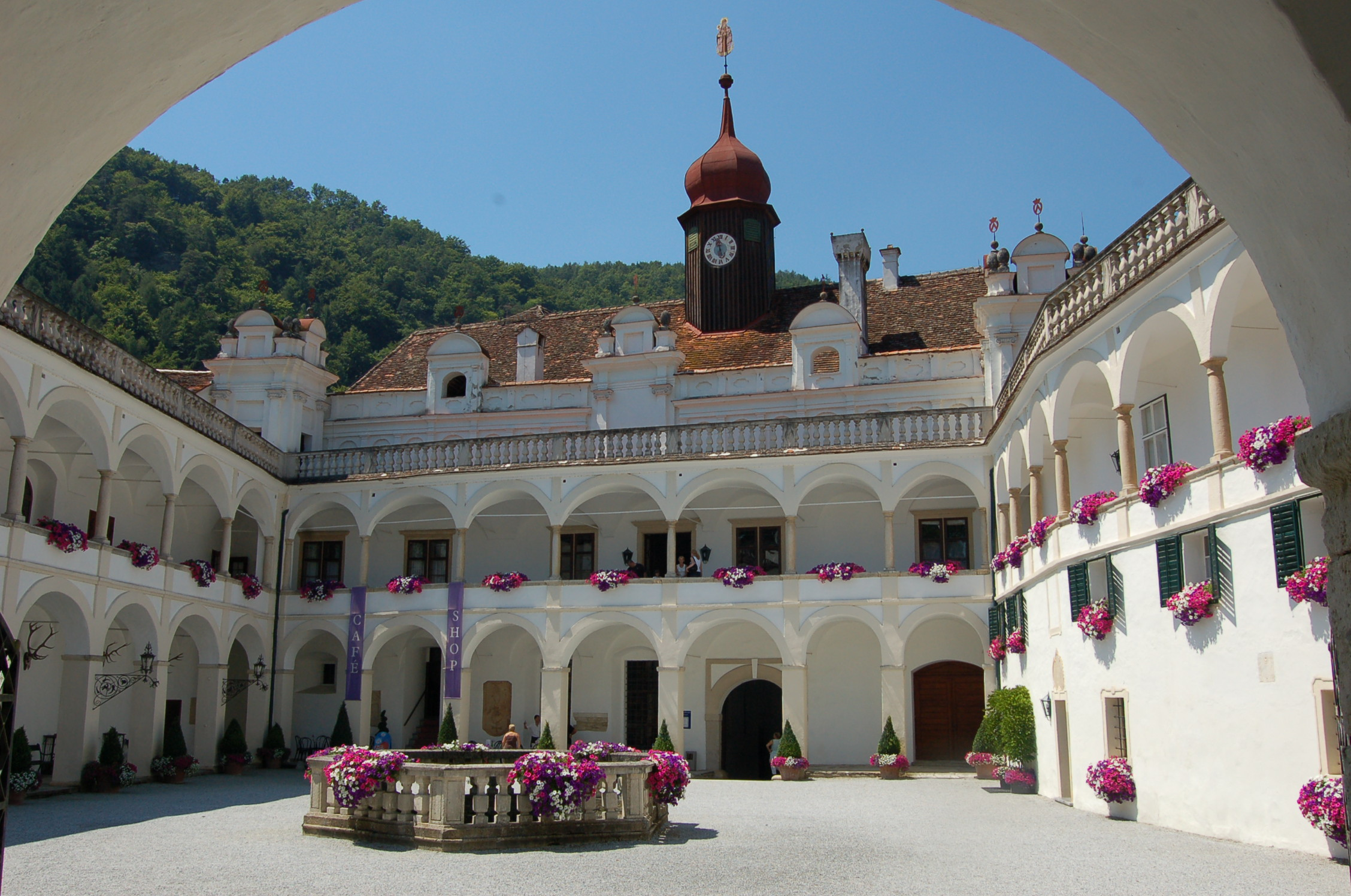
Gartenschloss Herberstein Florentinerhof 1648
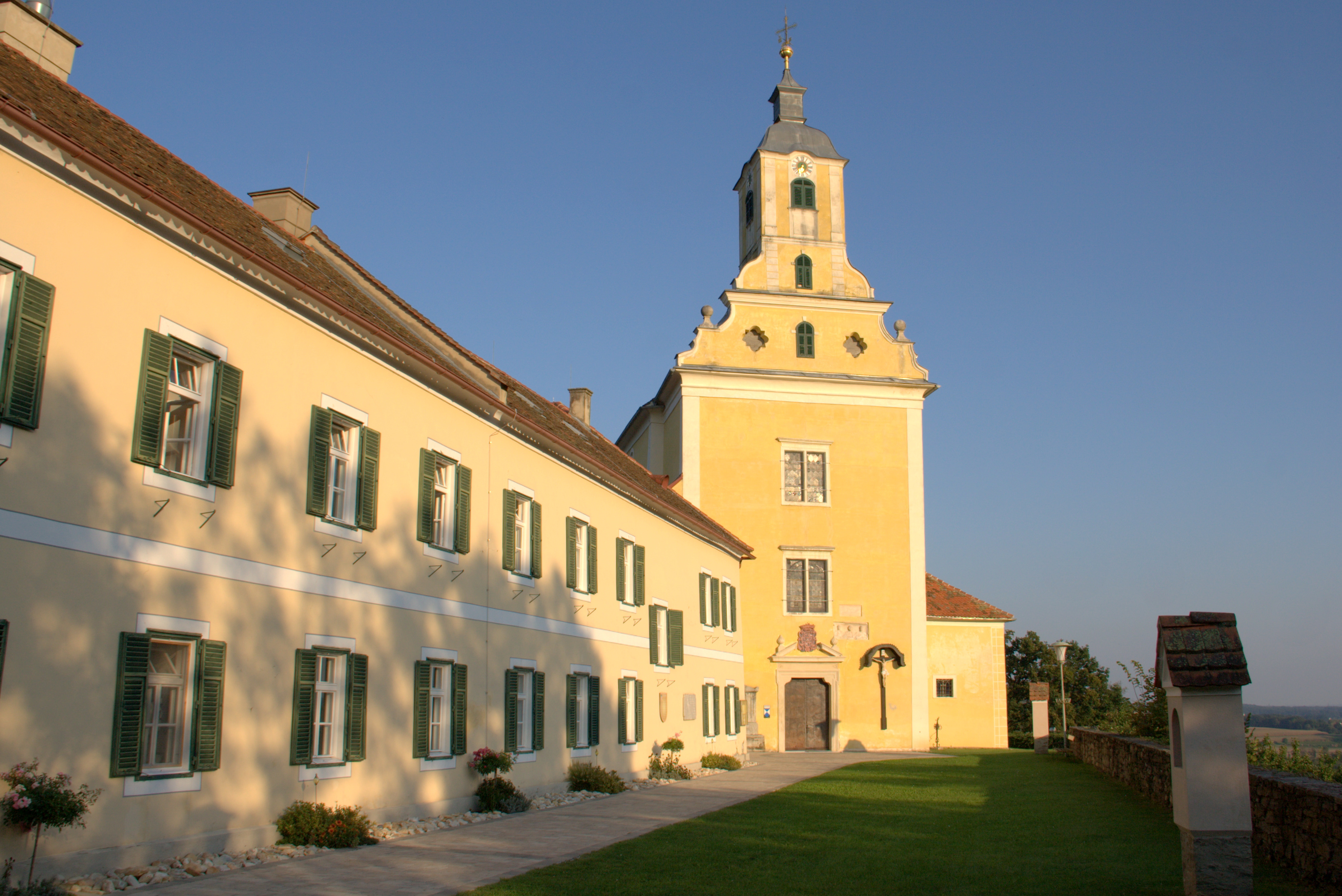
Pfarrkirche St. Johann bei Herberstein 1655
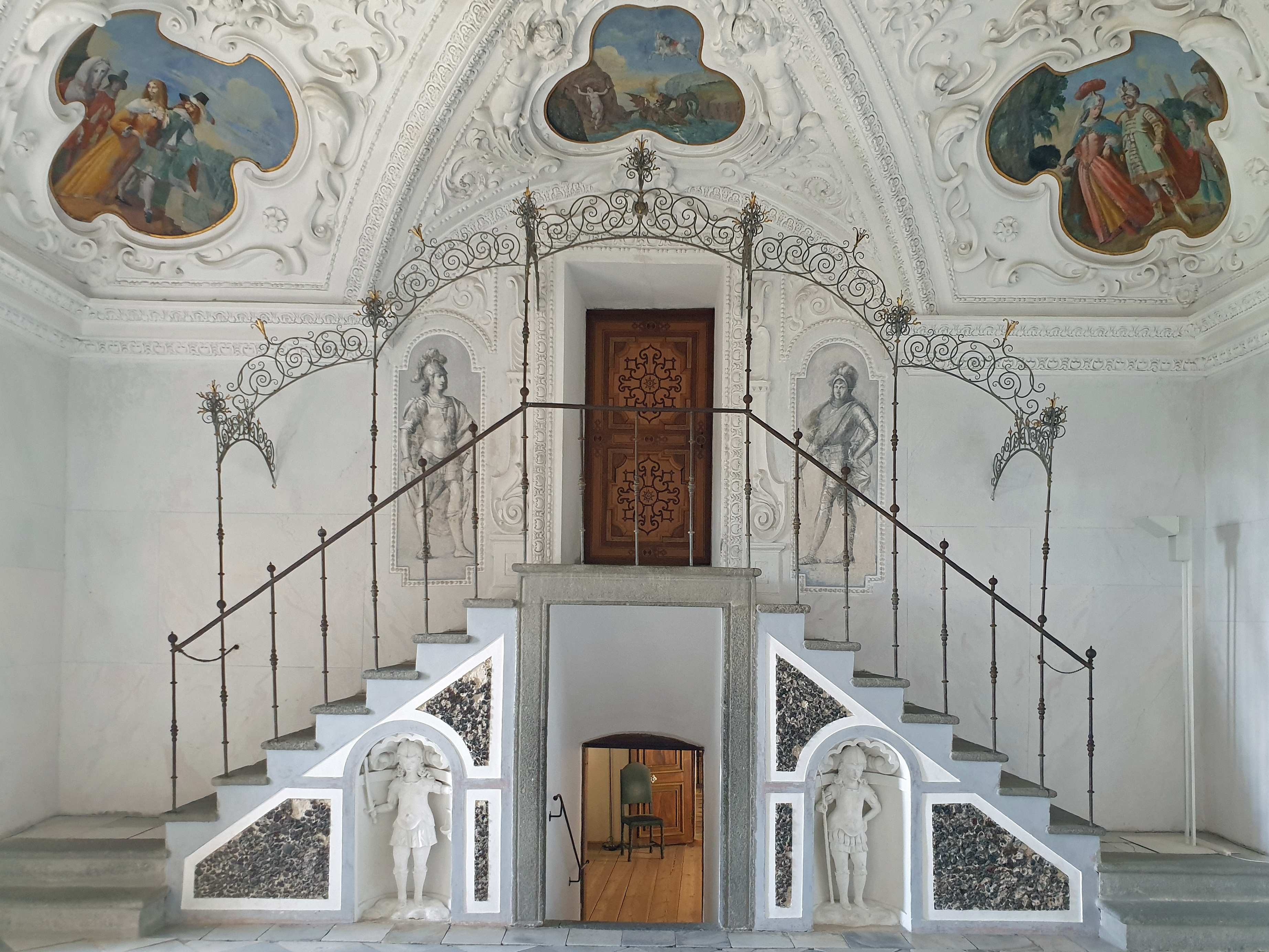
Riegersburg, Weißer Saal 1658
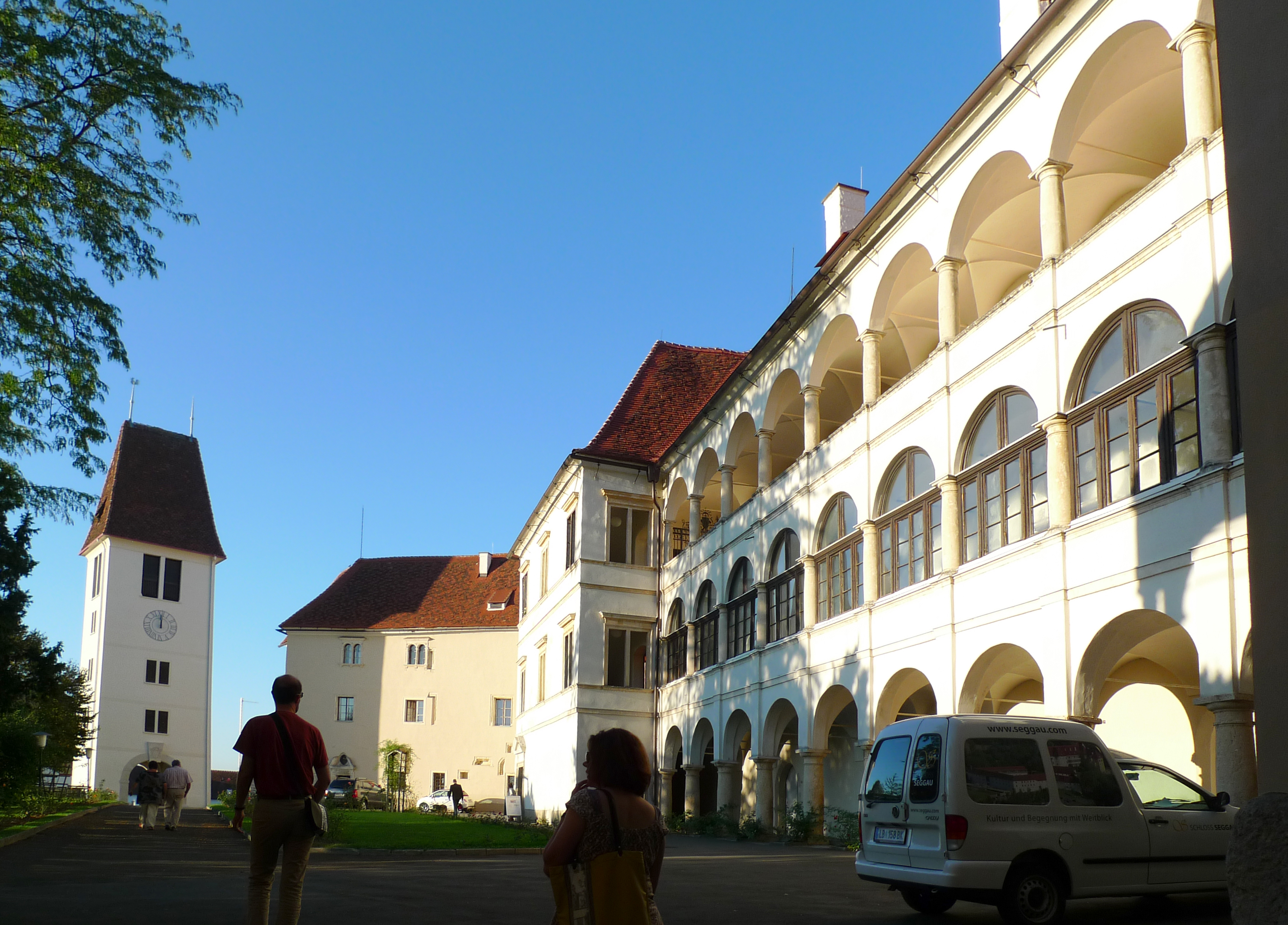
Schloss Seggau Arkaden 1664

### In der Steiermark

#### Schloss Herberstein
Im Schloss Herberstein plante und baute Baumeister Antonio Solari um 1648 nach italienischem Vorbild den Florentinerhof.

#### Pfarrkirche St. Johann bei Herberstein
Johann Maximilian Herberstein veranlasste 1652 in seiner Herrschaft Herberstein die Gründung eines Augustiner-Eremiten-Klosters, die Kirche daneben ließ er 1655 vom Architekten Antonio Solari und dem Baumeister Michael Arhan neu erbauen.

#### Riegersburg, Weißer Saal
1648 kam durch Erbschaft die Riegersburg an die Freifrau von Galler, die „Gallerin“. Den weißen Saal, einen barocken Sommerspeisesaal, ließ sie von Antonio Solari planen und errichten.

#### Schloss Seggau
Die Arkaden im Schloss Seggau wurden 1664 von den Baumeistern Ruepp Schober und Anton Solari fertiggestellt.